# 火薬
火薬（かやく）とは、熱や衝撃などをきっかけにして、急激な燃焼反応をおこす物質。主に燃焼による爆発物を指す。
- 火薬類（英: explosives[注釈 1])。燃焼速度が速いものも低いものも含む広義の用法。燃焼速度が速いものは爆燃や爆発を起こし、衝撃波を発生させ、爆薬として使える。

- 装薬／推進薬／発射薬（英: gunpowder ガンパウダー）。火薬類のうちで、爆薬よりは燃焼速度が低く、特に、銃や大砲などの装薬、ロケットの推進薬などとして用いられる物質のこと。弾丸の発射に使え、衝撃波までは発生させないので銃や大砲を破壊しない。狭義の火薬。

日本では江戸時代には焔硝（えんしょう）の語がよくつかわれ、昭和30年代頃までは、玩具に使われる火薬を「焔硝」と言う地方も多かった。

## 概説
「火薬」は古くからある用語で、爆燃や爆発する物質全般を指すが、漠然と広く指す場合は「火薬類」ともいう（意図的に作った、学問的な意図で広い範囲を指すために用意された）用語のほうを用い、その上で「火薬」を銃や砲の推進薬・発射薬を限定的に指すのに用いる、ということが行われている。
「火薬類」とは、利用価値のある爆発物であり、「火薬 low explosive」、「爆薬 high explosive」、「火工品 pyrotechnics; explosive device」に分けられる。
（「火薬類」の下位分類の「火薬」）狭義の「火薬」は、燃焼を利用するものであり、「爆薬」のほうは爆轟を利用するものである。狭義の「火薬」のほうは、爆燃による急激なガスの発生・膨張を利用して 弾の発射などに利用するものであり、それに対して「爆薬」のほうは、火薬よりもさらに速い速度の燃焼（爆発）による衝撃波で何かを破壊するために利用するものである。「火工品」は、火薬または爆薬を使用目的に応じて加工したものである。
火薬類というのは、一般に不安定な固体や液体で、その一部に加えられた熱または衝撃によって急速な化学変化を引起こし、多量の熱とガスを発生させ、局部的に急激な高圧高温を出現させ、それが他の部分にも急激な化学変化を起すものである。
「火薬」には、銃砲用発射薬やロケット推進薬などがある。銃砲用発射薬には黒色火薬、無煙火薬などがある。
爆薬のうち特に敏感で、わずかな衝撃，摩擦または点火などによって容易に爆轟を起すものを「起爆薬」といい、（化学的には）アジ化鉛、アセチレン銀、ジアゾジニトロフェノールなどがある。それ以外の爆薬にはダイナマイトやトリニトロトルエンなどがある。
火薬類は、「火薬」と「爆薬」に下位分類し、その上で、
「火薬」は推進薬や発射薬、「爆薬」は炸薬、起爆薬、爆破薬に分類する、ということも行われる。日本以外の国では、容易に爆発しない安全な爆薬を「爆破剤」と分類することもある。 また、火薬類の中に、発光剤という分類を用意することもある。
GHSでの分類
GHSにおいても、「explosives 火薬類」という概念があり、下位分類がある。
日本の火薬取締法での「火薬類」の分類
日本の火薬類取締法上では「火薬類」を扱っており、「火薬」は「推進的爆発の用途に供せられるもの」、「爆薬」とは「破壊的爆発の用途に供せられるもの」と区別している。同法では、火薬や爆薬を加工したもの（雷管、導火線、花火、銃砲弾、爆弾など）は火工品（かこうひん）としている。
軍事での呼び分け
軍事において、「火薬」は装薬（＝発射薬）を指し、破壊用の火薬（類）は一般に、「爆薬」もしくは「炸薬」と呼ばれる。
科学的な分類
科学的な分類では、火薬とは燃焼速度が音速以下のもの、爆薬とは燃焼速度が音速以上のもの（結果として衝撃波が発生するもの）。
歴史
最初に実用化された火薬（類）は黒色火薬である。英語では「gunpowder ガンパウダー」と呼ぶが、この名の通り、gun ガン（＝銃や砲）の弾（玉）を打ち出すための粉として用いられ、戦争の歴史に革命をもたらし、勢力地図を塗り替え、また剣や槍や弓ばかりで戦っていた時代とは比べものにならないほどの数の人々を死なせる悲惨な結果も生みだした。→#歴史

## 火薬類の成分による分類

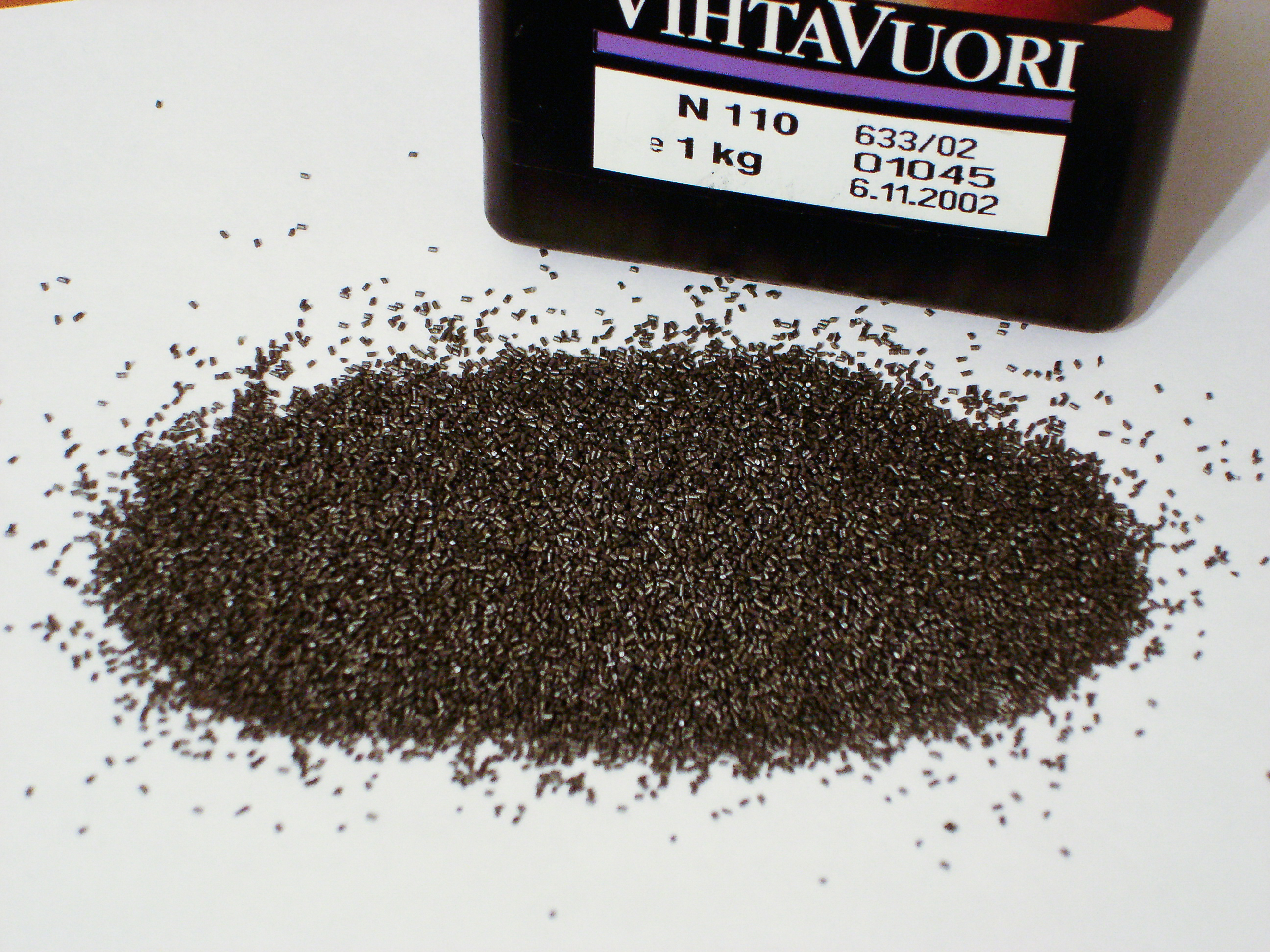
無煙火薬

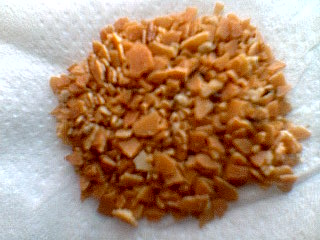
TNTのフレーク

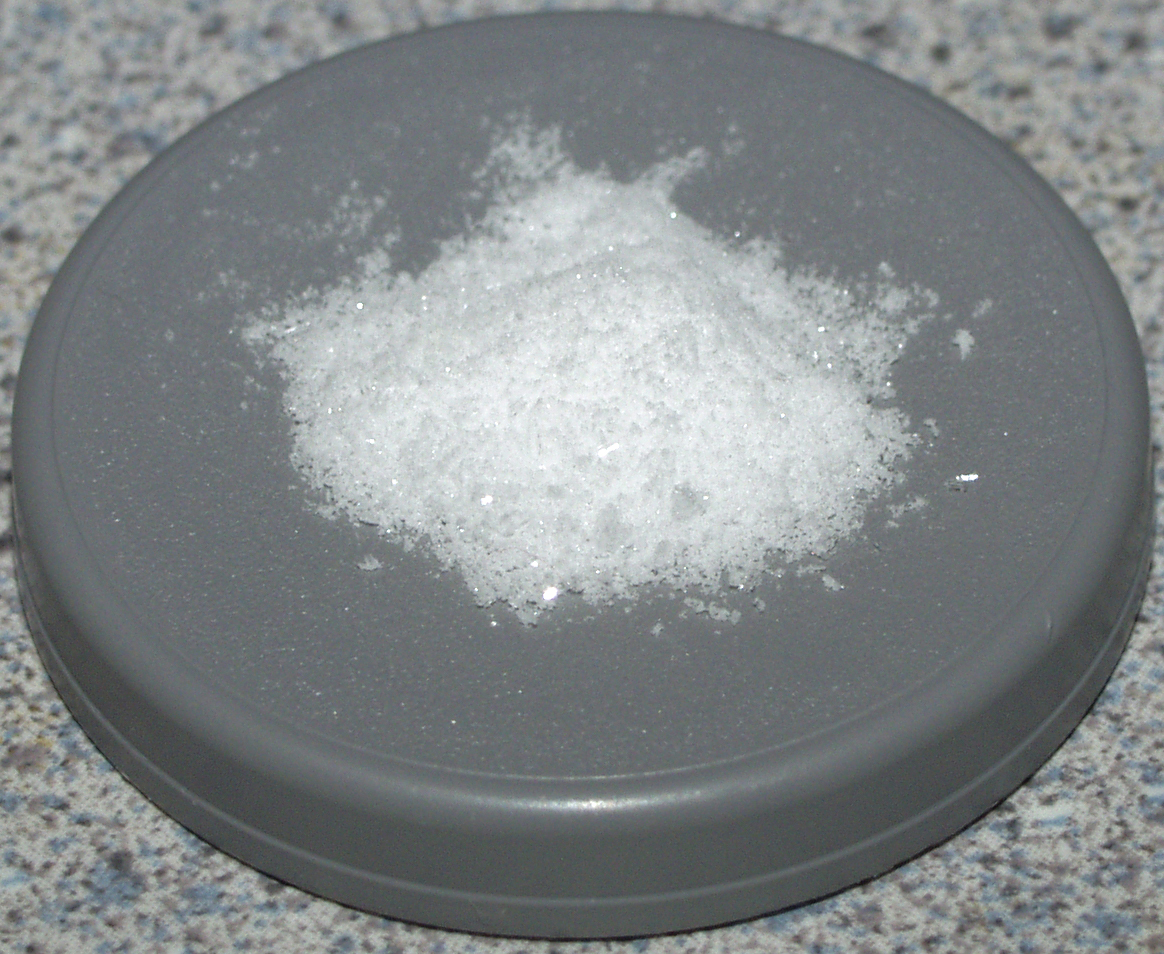
過酸化アセトン

火薬類について、その成分や化学構造による分類を解説する。

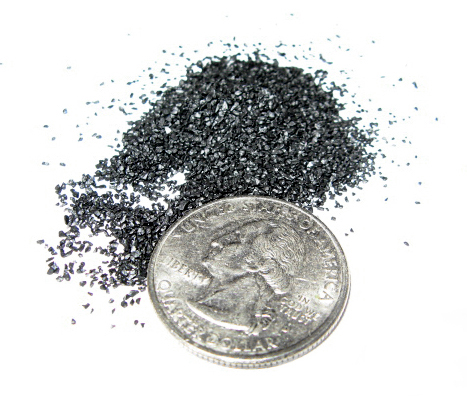
黒色火薬
硝酸カリウム（硝石）75%、硫黄10%、木炭15%を混合したもの。火薬・爆薬としては原始的なもののひとつで、前近代～近代初期においては火器にも多用された。現代ではおもに花火の揚げ薬や大玉の割薬、導火線の心薬に用いられる。静電気や衝撃に敏感なため爆発事故が多い。以前は製造工場で原料を撹拌するローラーが容器の底と衝突して爆発する事故が多発したが、現在は容器の底と直接接触しないような懸架式ローラーになっているため、製造段階での爆発事故はほとんどない。花火をほぐすと、中に入っている黒色火薬が静電気や摩擦などで発火する場合があるため、花火には注意書きがされている。吸湿性が低く、化学的に安定しているため長期保管に耐えるという利点を持つ。硝酸カリウムではなく塩素酸カリウムや硝酸ナトリウムを用いた場合（広義の黒色火薬）には吸水性が高いため湿気に弱いものの、乾燥させれば再使用できる。
通常の黒色火薬より燃焼速度、破壊力が共に大きい火薬を作るには、硝酸カリウムの代わりに、過塩素酸カリウムを使用する。塩素酸カリウムは大変危険な薬品であるため、扱いに注意が必要である。 また、エタノール漬け炭素を使用することで、燃焼速度を上げることが出来る。化学肥料などから精製されたこともある。
アミドプルバー
硝酸アンモニウムを主成分とし、木炭や硫黄などの可燃物と混合した高性能爆薬。名前の由来は、硝酸アンモニウム（Ammonium Nitrate）とラテン語で「粉」を意味する「pulver」にちなむ。黒色火薬よりも爆発力が強く、煙が少ない特性を持ち、主に鉱山爆破や土木工事で使用された。爆発速度は約3,000～4,000m/sで、黒色火薬（約2,000m/s、爆破用途での最大値）より速く、ダイナマイト（約6,000～7,000m/s）に近い性能を持つ。1870年代に、黒色火薬の発展型として、スウェーデンの化学者らによって開発され、ドイツ、オーストリア、アメリカなどで鉱業用に多く用いられた。20世紀に入ると、より安全で強力な爆薬（ANFOやプラスチック爆薬）が登場し、次第に使用されなくなった。
綿火薬
セルロース（脱脂綿等、主に植物性繊維）を濃硝酸と濃硫酸の混合物により、硝酸エステル化することでニトロセルロースが得られる。爆発威力は小さいが、燃焼時の発煙が少ない「無煙火薬」の原料として銃弾や砲弾の装薬に使われる。太平洋戦争末期には、民間から「ふとん」を供出させ、綿火薬を製造した。
下瀬火薬
成分は純粋ピクリン酸である。大日本帝国海軍が砲弾の炸薬として実用化し、日露戦争における大戦果の一因とされた。
硝安油剤爆薬
硝酸アンモニウム（硝安）94%と軽油や灯油6%を混合した爆薬。非常に爆発しにくいが、それゆえに安全性は高い。また安価という利点もあり、20世紀半ば以降に普及した。硝安爆薬や AmmoniumNitrateFuelOil explosive からANFO（アンホ）爆薬とも呼ばれる。
スラリー爆薬
硝安と水の混合物を主体とする爆薬。含水爆薬、エマルジョン爆薬とも呼ばれる。いろいろなタイプがある。
泥状で流し込むタイプは鈍感で強力な起爆薬が必要である。ゴム状で、やや感度を上げて雷管で起爆できるタイプもある。耐水性が強くANFOより起爆しやすいが低温に弱い。
たくさんの気泡を含ませることにより爆発しやすくなるので、中空のガラスビーズを混ぜる。
カーリット
過塩素酸アンモニウムを主体とする爆薬。日本では成分の違いにより黒、紫、樺、藍、青等に分けられている。カーリットの名前は発明者のスウェーデン人O・B・カールソンにちなむ。
ダイナマイト
ノーベルが発明した爆薬。ニトログリセリンは爆発感度が大きいため、取扱に危険が伴うが、珪藻土に滲みこませる、あるいはニトロセルロースと混合してゲル化するなどして固化すると爆発感度が下がり、雷管を用いないと爆発しなくなる。日本では「松」「桐」「榎（えのき）」などのグレードに分けられている。
ペンスリット
四硝酸ペンタエリスリット。ペンスリットの他、ニペリットとも呼ばれる。白色の結晶性粉末で化学式はC(CH2ONO2)4である。爆発威力が大きい、熱に対して鈍感、自然分解を起こしにくい、など優れた特徴を持つ爆薬である。プラスチック爆薬の材料として用いられる。
TNT
TNTとは2,4,6-トリニトロトルエンの略称である。衝撃や熱に対してきわめて鈍感、毒性が少ない、金属を腐食しない、など優れた特性を持つため、爆薬として広く用いられている。火薬の代表として、核爆弾の威力を表す単位「TNT換算」に使用されている。TNT火薬は前述のとおり衝撃や熱に対し鈍感であるため、導火線では爆発せず、爆発させる時はTNT本体に雷管を埋め込んで起爆させる。
ヘキソーゲン
シクロトリメチレントリニトラミン（1,3,5トリニトロ-1,3,5-トリアジナン）。ヘキソーゲンはTNTに代わる高性能爆薬として開発された。RDXの略称が用いられる。主に軍用。
オクトーゲン
正式名称 1,3,5,7-Tetranitro-1,3,5,7-tetraazacyclooctane(CAS).Octahydro-1,3,5,7-tetranitro-1,3,5,7-tetrazocine(IUPAC)。別名にシクロテトラメチレンテトラニトラミン, HMXなどがある。
過酸化アセトン
過酸化アセトン（かさんかあせとん、 Acetone Peroxide）は有機過酸化物の1種。高性能爆薬として使用される。過酸化水素水（日本ではオキシドールなどと呼ばれる）とアセトン（触媒として塩酸もしくは硫酸）といった比較的容易に手に入る材料で製造可能かつ大掛かりな設備も不要であることから、アマチュア科学者や危険物マニアなどに密造されることが多い。日用品で製造できる手軽さ・秘匿性と十分な威力を併せ持つことからテロリストに悪用されることもあり、最近ではロンドン同時多発テロやパリ同時多発テロ、2016年ブリュッセル爆発事件で使用された。
笛薬
安息香酸カリウムと過塩素酸カリウムの混合物である。燃焼時に高い音響を発生し、「笛ロケット」という種類のロケット花火等に使われる。
ニトログリコール (nitroglycol)
二硝酸グリコールとも呼ばれる。ダイナマイトなどに使用される。
ピクリン酸
フェノールをニトロ化したものであり、上述の下瀬火薬などの主原料として知られる。トリニトロトルエン(TNT)より破壊力はあるものの、不安定で暴発の危険性が高いうえに腐食性や毒性もあるため扱いづらく、20世紀以降は多くの国で次第に他の火薬へ置き換えられていった。
液体酸素爆薬
液体酸素を木炭のようなものに充填し、雷管を使用して点火爆発させる。特別な薬品類を使用せずにダイナマイト程度の破壊力を示すが、迅速な処理を必要とする。
コンポジション爆薬
混合爆薬の一種で、A-3・B・C・C-4などの種類がある。
PBX爆薬
砲弾やミサイルの炸薬として広範囲に使用されている。
ヘキサニトロヘキサアザイソウルチタン (HNIW)
現時点で量産可能な爆薬としては最大の威力を持つ。
FOX-7
研究中の高性能爆薬、実用化はされていない。
トリアミノトリニトロベンゼン
実用爆薬中、最も安定性が高い爆薬で高い信頼性を要求される用途に用いられる。
オクタニトロキュバン
理論上最大の威力を持つとされ、爆発時に出るガスは無色透明なため完全な「無煙」の爆薬。しかし、製造までに四十もの工程があり、それに使用する機器等も非常に高価なため、コストや量産性などの問題から現時点では実用化されていない。
雷酸水銀
二価の雷酸水銀は別名として雷汞（らいこう）とも呼ばれる。非常に高い感度と爆速値を持つことから、主に雷管・起爆薬として用いられる。近似した性質を持つ雷酸銀(I)やアジ化銀も同様に雷管・起爆薬として用いられるが、原料の違いによりこれらに比べ安価という利点を持つ。
ジアゾジニトロフェノール（DDNP）
爆速値の高さから雷管・起爆薬として用いられる。水中では起爆しないという特性を持つ。また、雷酸水銀やアジ化鉛と異なり、反応後に重金属汚染が発生しない。
ニトログアニジン

## 用途（による分類）
火薬類は主に、以下のような用途に用いられている。（それぞれの用途ごとに適した種類の火薬類が用いられる。）

### 火薬（発射用、推進用）
銃や砲
（狭義の）「火薬」が銃や大砲に利用される場合、急激な燃焼（爆燃）により急激に多量のガスを発生させ、そのガスが銃弾（砲弾）を押し、銃身や砲身内で加速させ、銃口や砲口から出るまでに大きな速度にする（初速度を大きくする）。
ロケット
（狭義の）火薬が、ロケットの固体燃料として用いられる場合、燃焼ガスがロケット下部の噴射口（ロケットエンジンノズル）から高速で噴射され、その反作用によりロケット（の本体）に推進力が与えられる。（銃や砲と異なり、ロケットの場合は推力が長時間持続する必要があるので、燃焼も長時間持続する必要があり）所定の時間、所定の推力を安定して得るために、ロケット内部の火薬の固まり（グレイン）の断面の形状を（たとえば星型にするなど）最適化することが非常に重要である。

### 爆薬（破壊用）
爆薬は「爆轟」によって発生する衝撃波や破片によって周囲の物体を破壊する。爆弾や砲弾、魚雷や手榴弾等の弾頭および弾体・核兵器における爆縮レンズの構成部品として軍事用に用いられる他、発破（はっぱ）として鉱物資源の採掘やトンネルの掘削に用いられる。こうした使用法は黒色火薬時代には爆発力が限られるため限定的な使用にとどまり、19世紀に入って安全で高性能な火薬が多数開発されたことで初めて一般化された使用法である。外国ではビルや野球場のスタンドなどの建造物の解体に際して、内部に爆薬を仕掛け、崩すように一気に解体する手法が行われる。ただし、この方法は日本においては環境基準や、地震に備えるための耐震基準によって建築物が頑強に作られているため実用性がほとんどなく、ほぼ行われることはない。
通常、爆薬に火をつけてもゆっくりと燃えるだけで「爆轟」にはならない。爆薬を起爆するには、雷管や信管を用いて爆薬に衝撃波を与える必要がある。これを応用し、不要な爆発物や不発弾などを専用の爆薬で火薬ごと爆破して処分を行うことが各国の警察や軍により行われている。

### 起爆薬（点火用、起爆用）
ほとんどの火薬（類）は暴発しないよう感度が低く抑えられており、単に火をつけただけでは爆発しないものがほとんどである。そのため、感度が高く爆発力の低い火薬をはじめに小規模に起爆させることによって、本来の目的である高性能火薬を誘爆させるという方法が主に取られている。

### 火工品
導火線、雷管などがあり、爆薬の起爆等に用いられる。

### 発光剤（照明・信号用）
強い光を発生させる目的の特殊火薬。黒色火薬にアルミニウム微粉末を適切な量混合させ、燃焼することによって、強力な光を出すことが出来る。
軍事では照明弾、信号弾などで使用される。身近なところでは、車載されている発炎筒などがある。かつて写真のストロボ撮影の光源としても用いられた。

### その他 応用
花火
花火は、火薬に金属塩や金属粉末を混合して燃焼させることで、その時に発する色や音、形を観賞するものであり、発射用と並んで火薬のもっとも古い使用法のひとつである。火薬をそのまま燃焼させるだけでは単色しか出ないが、火薬に炭酸ストロンチウム（紅色）や硫酸銅（青色）などを混ぜることで炎色反応により、様々な色で発光する。
「打ち上げ花火」の場合、上空に「玉」を打ち上げる際にも、筒にしかけられた黒色火薬を発射薬として用い玉を上空に打ち上げる。（これは、ほかの火薬類では感度が低すぎるうえ威力が高すぎ、適切な速度や威力を実現できないためである。）
エンジンの起動用
航空用エンジンの起動用として瞬間的に大きな力を発生させるため、空包を利用した点火装置（コフマン・エンジンスターター）が開発された。
工業用途
金属容器などを作るとき、水中に爆薬を入れて爆発させて金型に押し付けるという方法がある。また、通常溶接できない2種類の金属を、爆薬の力でひとつにする接合させる爆発圧接もある。
発電
瞬間的な大電力を得る方法として爆薬発電機が開発されている。
分離ボルト
分離ボルト（爆砕するため爆砕ボルトともいわれる）を分離するためにつかわれる。

## 歴史

1274年の文永の役における戦いに描かれた「てつはう」（『蒙古襲来絵詞』）

中国の唐代（618年 - 907年）に書かれた「真元妙道要路」には硝石・硫黄・炭を混ぜると燃焼や爆発を起こしやすいことが記述されており、既にこの頃には黒色火薬が発明されていた可能性がある。
1132年に金との戦争中に起きた内乱に対して火薬兵器である火槍を宋が投入したとされる。
日本人が初めて火薬を用いた兵器に遭遇したのは13世紀後半の元寇においてである。当時の様子を描いた『蒙古襲来絵詞』写本には、元軍が用いた「てつはう」と呼ばれる兵器が描かれている。ただし、この「てつはう」の文字（とモンゴル兵）は江戸時代の加筆とする説もある。
1250年代、モンゴル帝国がイラン侵攻した際、中国人技術者が操作する投石機で、火薬弾が投げられている。1280年には、地中海東部のマルクス・グラエクスとシリアのハッサン・アッ・ラムマが中国の火器、火槍について記述している。
また、イスラム文明圏のシリア、マムルーク朝でも火薬情報は豊富であった。
1288年当時の青銅製の銃身が発掘されたことで、モンゴル支配下の中国が火槍から銃へ装備を変えたことが明らかになり、さらにこれまで銃は西欧発明と考えられてきたが、銃はモンゴル帝国を通じて、ヨーロッパへ伝わったとされる。1326年のスウェーデンにおける壷型の銃も発見されているが、これはモンゴル帝国に支配されていた南ロシアから伝わった銃が変形したものと考えられている。同1326年にはフィレンツェで大砲が開発され、以後、ヨーロッパでは大砲が発達する。イベリア半島では1330年代までには銃だけでなく大砲も使用されていた。
ヨーロッパで火薬を製造したのは13世紀イギリスのスコラ学者であるロジャー・ベーコンとされていたが、その火薬の製法の写本は偽書とされており現在は疑問視されている。また、ドイツではベルトルト・シュヴァルツなる人物が火薬を発明したとされているが、これも伝説のようである。
14世紀には、イングランドやドイツに火薬工場があった。エリザベス1世（1558年 - 1603年）の時代、火薬製造はイングランド王室の専売事業であった。それ以外にもヨーロッパの多くの国で火薬製造は非常に重要な軍需産業となり、国家の様々な保護を受けた。こうした火薬製造において、原料のうち木炭はどこでも手に入るものであり、硫黄も入手はそれほど難しいものではなかったが、硝石の入手には各国とも非常に苦心した。1378年にはニュルンベルクにおいて初めて作硝丘（糞尿などをかけて硝石を人工的に生産する施設）が作られ、これがヨーロッパ諸国に伝わってある程度の硝石生産は可能になったが、増加する火薬の需要にはとても追いつかず、硝石の生産量が火薬生産のボトルネックとなる状況が数百年続いた。17世紀半ばにはイングランドは硝石の国内生産を完全にあきらめ、インドからの輸入に頼るようになったが、フランスやスウェーデンのように硝石を完全に自国で生産することにこだわり、火薬の全原料及び生産工程を国内化した国々も存在した。
火薬による兵器、すなわち銃と砲はオスマン帝国やヨーロッパ諸国の戦闘を激変させるとともに、ヨーロッパ世界やイスラム世界がそのほかの地域を征服することに大きな力を発揮した。火薬兵器がスペインによって利用されたことはアステカ帝国やインカ帝国といった新大陸の諸国を滅亡させるという悲惨な結果も生み、またモロッコのサアド朝は1591年に銃を主力とする兵をサハラ砂漠を越えてニジェール川沿岸に広がるソンガイ帝国に送り込み、兵数の圧倒的な差にもかかわらずソンガイを滅亡させている。世界を見渡せば、火薬兵器を導入したことで周辺国を圧倒した国は多い。戦国時代の日本も同様であり（織田信長の軍は武田軍を圧倒した）。1605年11月5日には、イングランドにおいて上院議場を火薬によって爆破する計画が立てられたが露見し、首謀者であるロバート・ケイツビーや実行責任者であるガイ・フォークスらが処刑された。この事件は火薬陰謀事件として知られるようになり、この事件の起きた11月5日はガイ・フォークス・ナイトとしてイギリスの祝日となっており、花火が盛んにあげられる。
一方、火薬の普及につれて平和的な火薬利用も徐々に広まっていった。こうした平和利用でもっともはやく普及したものは花火であり、宋代の中国ですでに花火としての火薬利用は存在し、火薬の伝来とともに西方にも伝えられていった。ヨーロッパでの花火利用は14世紀のフィレンツェですでにみられ、やがて欧州各地で祝祭などの際に盛んに花火が用いられるようになっていった。このほか、日本などでも大規模な催し物に花火は欠かせないものとなっていった。一方、障害物の爆破など土木工事に対して火薬を使うことは、黒色火薬時代にはそれほど行われることはなかった。これは、当時の火薬が爆破力・信頼性ともに低いうえ膨大な軍需によって常に品不足状態であり、そのため高価であって、工事に使用するには全く引き合わなかったためである。ただしまったく使用例がなかったわけではなく、鉱山掘削や運河の開削などでいくつかの使用例がある。また、16世紀以降エネルギー源として火薬を使用することがしばしば考案され、いくつかの火薬機関が試作された。しかし火薬は爆発力はあるものの持続力がまったくないために動力源としては全く不向きであり、やがて蒸気機関が実用化されるとともに火薬がエネルギー源として考えられることはなくなった。
火薬技術は19世紀までは停滞傾向にあったが、19世紀に入ると次々と技術革新があらわれ、火薬は大きく変化した。まず、1820年ごろにチリのアタカマ砂漠において広大なチリ硝石の鉱床が発見され、安価なチリ硝石の大量供給によって火薬生産のボトルネックが解消され、火薬の生産が増加した。またこれによって、硝石丘を使った土硝法による硝石生産は全く姿を消した。また、19世紀まで火薬といえば黒色火薬のことを指したが、19世紀に入ると黒色火薬以外の火薬が次々と開発されていった。この分野の先駆者の一人がアルフレッド・ノーベルであり、ニトログリセリンを珪藻土にしみこませることで高性能爆薬であるダイナマイト（1866年）を発明し、大量生産を行った。これによってノーベルは火薬王として知られるようになり、この利益を元にしてのちにノーベル賞が創設された。ダイナマイトは爆破力・安定性ともに非常に優れた火薬であり、このため工事現場や鉱石採掘に火薬が一般的に使用されるようになり、コリントス運河やシンプロン・トンネルといった難工事が可能となった。
1886年のフランス人科学者ポール・ヴィエイユ (Paul Vieille) による無煙火薬の発明や、フリッツ・ハーバーとカール・ボッシュによるハーバー・ボッシュ法の発見がアンモニアの大量生産を可能にしたため、火薬の主流は黒色火薬から無煙火薬へと急速に移り変わっていく。ヴィエイユの発明した火薬はニトロセルロースをエーテルとアルコールの混合液でゼラチン化したものである。当時の陸軍大臣ブーランジェ将軍の頭文字からB火薬と命名された。19世紀までは南米からのチリ硝石輸入が爆薬の原料となる硝酸の供給源だったが、ハーバー・ボッシュ法の発見によって、チリ硝石輸入を海上封鎖することによる戦争の回避策が無効化された。アルフレッド・ノーベルは、無煙火薬のバリスタイト（1887年）を発明したが、これがその後、コルダイトと特許紛争になった。1889年、フレデリック・エイベルとジェイムズ・デュワーによって発明された無煙火薬のコルダイトが登場し、コルダイト火薬が近代的な火薬の主流となった。
コルダイト火薬のアセトン供給を巡ってハイム・ヴァイツマンはバルフォア宣言（1917年）を働きかけた。

### 日本における火薬の歴史
日本において最初に火薬が使用されたのは13世紀の元寇襲来の際に登場した“震天雷”（しんてんらい）であり、14世紀頃には朝鮮に火薬の製造技術が導入され、同時期に日本にも黒色火薬の製法についての知識が（一応は）伝来したと考えられている。
例えば、碧山日録には応仁の乱の際に、細川方の陣営に火槍が配備されていたとの記述があり、同時代に成立した壒嚢鈔には鉄砲についての記事が存在する。
1543年、種子島に漂着したポルトガル人が、東南アジアで改良された、今日マラッカ式火縄銃と呼ばれる形式の鉄砲と共に、日本に（本格的に）火薬（に関する西洋式の知識）を伝えた。
当時の火薬は黒色火薬であり可燃物として木炭と硫黄を、酸化剤として硝石（硝酸カリウム）を用いるものであった。このうち木炭は森林国である日本国内で容易に自給され、硫黄に至っては火山国という性質上むしろ輸出国で大陸における軍需を下支えしていたが、硝石だけは湿潤気候で牧畜生産の乏しい日本国内では天然に産出しないため、南蛮貿易で硝石を輸入し、火薬を製造していた。
当時の日本は高い鉄の精錬技術と鍛鉄技術を有しており、鉄砲製造は急速に普及し、大量生産が行われた。1575年の長篠の戦いでは、織田信長が大量の鉄砲を用いることで武田勝頼に大勝している（この頃、武器として銃を大量に所持していた国は日本だった） 。中国地方の口伝では本願寺門徒の間で蓬（ヨモギ）の根に尿をかけたものを一定の温度で保存することにより、ヨモギ特有の根球細菌のはたらきで硝酸が生成されることを発見したという。馬の尿とヨモギでそれは量産（当時にしては）された。これらは当時の軍事機密であったので厳重に守秘されて一般に広まることはなかったが、本願寺派に供給された火薬の主体であったようである。信長が驚いた本願寺の鉄砲の数は、実は弾薬の量に支配されるものであり、安価な硝酸がそれを支えたのである。
江戸時代に入り鎖国がなされると、国内で硝石を供給せざるを得なくなる。軍事用の火薬使用は激減したが、狩猟用や、もっぱら空砲による害獣駆除用として鉄砲が農山村に普及したため、銃規制が強化されつつも一定の火薬の需要が存在したのである。汲み取り便所の壁から床下の土中に染み出した窒素に富む糞尿などから生じたアンモニアに亜硝酸菌と硝酸菌が作用するため、古い民家の床下の土壌には硝酸カリウムが蓄積している。これを原料とすることで硝石を生産した。床下土を用いた硝石の製造は江戸時代を通じて主流の方法であったが、同様に床下で硝石を生成する東南アジアの伝統的手法と異なり、豚などの家畜を大規模に飼育しない日本の民家では硝石の生成量が少なく、一度掘り出してしまうと20 - 30年間は採集できなかった。ちなみに、明治時代の秩父事件においては、困民党は火縄銃等を用いて戦ったが、その銃に用いる火薬は前述の方法によって硝石を調達し、製造したものである。
江戸時代の越中五箇山（現在の富山県南砺市）や飛騨白川村では、積極的に硝酸イオンを蓄積させた焔硝土を用いて硝石を生産していた。焔硝土を用いる硝石の生産方法は、1811年（文化8年）に加賀藩の命令によって五十嵐孫作が提出した「五ヶ山焔硝出来之次第書上申帳」に最も詳細に記されている。主としてこの文書によると、合掌家屋のイロリ近くの床下を掘り下げてヒエの茎・葉を敷き、その上に良質の畑土、蚕糞、麻の葉・タバコの茎など栽培植物の不要部分、ヨモギ・アカソ等の山草を積み重ね、その上に人尿を散布して焔硝土を調製する。焔硝土から水で硝酸イオンを抽出し、抽出液を木灰で処理し、濃縮した後冷却すると硝石が析出する。この方法は毎年の再生産が可能な優れた製造方法であった。
一方、平和の到来による軍事用の火薬使用の激減は火薬の供給に余裕をもたらし、平和的な火薬の利用法が普及する余地をもたらした。花火である。日本に花火が到来したのは1589年または1613年のこととされ、元和偃武後に急速に普及した。1648年にはすでに、江戸の町において隅田川の河口を除き花火の使用を禁ずること、および町中での花火制作を禁ずる触書が出されている。1733年（享保18年）には隅田川花火大会が初めて行われた。これ以降、例年開催されている。ただし当時の花火はまだ真円には開かず、また入りも単色に限られていた。
明治時代に入ると、南米のチリから莫大な埋蔵量を有した天然の硝酸ナトリウムであるチリ硝石の輸入を始める。硝酸ナトリウムは黒色火薬の原料の1つである硝酸カリウムの代わりとして用いることができ、また無煙火薬以降の近代的な火薬の工業生産に必須の硝酸の原料として、ハーバー・ボッシュ法によって窒素の固定化法が確立されるまで重要視された。この安価な硝石の輸入によって長く用いられてきた土硝法による白川郷などでの国内における硝石生産は姿を消した。また、ヨーロッパから新しい科学知識が導入されることで花火も長足の進歩を遂げ、1874年ごろには打ち上げ花火が丸く開くようになり、1877年には花火に色が付けられるようになった。
また、富国強兵政策によりヨーロッパから盛んに近代的な火薬技術を導入するようになる。日本独自の火薬技術も発展し、日本海軍に制式採用された下瀬火薬は、その強力な破壊力から日露戦争では大活躍した。

## 火薬の科学
通常の燃焼と同様に火薬を構成している物質が酸素と結びつくことで（これを酸化という）、火薬に蓄えられていたエネルギーが解放され、熱や光や衝撃が発生する。火薬の燃焼が通常の燃焼と異なる点は空気中の酸素を必要としないことである。例えばニトログリセリンでは炭化水素に結合した硝酸エステル (-O-NO2) が酸化剤の役割になっている。また、黒色火薬のような混合火薬では、燃料に硝酸カリウムなどの酸化剤を混合している。つまり、黒色火薬の場合、黒色火薬に含まれる炭、炭素を燃料とし、硝酸カリウムは反応を高速にする役割を果たしているに過ぎない。ちなみに、黒色火薬は硝酸カリウム、炭素、硫黄を配合して作る。混合火薬の場合、高効率で酸化反応を起こすため、酸化剤の配合比率を最適化することが重要である。また、組成中に酸素を含まなくても、フッ素のように酸化剤として働き、酸化反応を引き起こすことができる物質が存在する。このような酸化反応で、大きな反応熱を発生する物質が火薬の材料に適している。こういった自己反応性物質は外部の酸素を必要としないため、二酸化炭素消火器のような酸素遮断による消火が不可能である。
火薬の反応には色々な種類がある。火薬にマッチなどで火をつけても、必ずしも爆発するとは限らない。一部の火薬では、マッチで点火してもロウソクのようにゆっくり燃えるだけだが、雷管で点火すると一瞬で全体が反応する（爆発）。またダイナマイトなどの一部の爆薬では、雷管の威力により低速爆発と高速爆発の2種類がある。ガソリンや木材が燃えるのを通常燃焼といい、火薬が高速で燃焼するのを爆発という。さらに音速以下の爆発を「爆燃」、音速以上の爆発を「爆轟（ばくごう）」と分類している。「爆轟」状態では燃焼速度が音速を越えるため、衝撃波を投射し周囲の物体を破壊する。「爆轟」発生の有無によって火薬と爆薬を分類することもある。「爆轟」によって生まれた衝撃波が弱まったものが「爆音」になる
火薬が燃焼を始めると、反応熱により酸化反応が促進され、継続的な燃焼が起きる。これに対し爆薬では、酸化反応は爆轟の衝撃波による断熱圧縮によって促進される。このため、熱伝導に律速されることのない急激な燃焼が発生する。
火薬類の最大の特徴はそのエネルギーの発生速度にある。単純な熱量の比較だけなら火薬類よりもガソリンなどの方が大きい。しかし、半径10cmの球体のトリニトロトルエン（TNT）を鋳造した場合、この塊が爆轟して反応が終わるまでの時間はわずかに 14.7ナノ秒しかかからない。
半径10cmの鋳造トリニトロトルエンの重量は6.49kgであり、この爆発熱は約1.17×107Jである。これだけのエネルギーがわずか 14.7ナノ秒の間に放出されるのである。
つまり、エネルギーの発生速度という点で見れば 1.16×1012J/秒となり、これは日本の総発電能力の数倍にもなる数字である。
こうした火薬の能力は主にその分子構造に依存している。一般に複雑で緻密な構造の分子ほどその中に蓄えられているエネルギーが大きく、高い爆発力を持つ火薬となる。近年ではヘキサニトロヘキサアザイソウルチタン (HNIW) の様に、コンピューターシミュレーションにより理想的な分子構造を決定し、それを基に合成された高性能火薬も登場している。さらにより大きなエネルギーを持つ電子励起状態の原子を用いた電子励起爆薬も研究されている。
火薬は爆発力が強いだけでは実用化されることはない。爆発力が強力であっても安定性が低い場合、わずかな衝撃で容易に爆発が起こり、製造工場や輸送機関などに多大な損害を与えるためである。実際に、火薬の発明時から爆発事故はついてまわり、19世紀初頭に黒色火薬以外の火薬が開発されるとそれはより悪化した。こうした火薬は安定性が非常に低く、戦場や工事現場で使用する前に大爆発を起こすことが多発したためである。これら新火薬の実用化は、アルフレッド・ノーベルがニトログリセリンを珪藻土などの安定剤に混入して開発したダイナマイトのように、安全な取り扱いが保障されて初めて可能となった。こうしたことから、実際に使用される火薬の感度は低く抑えられ、製造や輸送などでは爆発しないようになっている。また、こうした安定した物質を爆発させるためには弱い火薬などを用い一度起爆を行い、その衝撃によって誘爆させることが必要となる。

## 火薬のエネルギーの計算方法
火薬のエネルギーは、火薬が燃焼または爆発する際に放出される化学エネルギーを指し、銃器や大砲の性能を決定する重要な要素である。このエネルギーは火薬の種類、質量、変換効率に基づいて計算され、熱や音などの損失により有効エネルギーに減少し、ガス漏れや摩擦を経て最終的に弾丸や砲弾の運動エネルギーとなる。
火薬のエネルギーは以下の要素に基づいて計算される：
- エネルギー密度（{\displaystyle e}）：火薬1gあたりに含まれるエネルギー（J/g）。
- 火薬の質量（{\displaystyle m}）：使用する火薬の量（g）。
- エネルギー変換効率（{\displaystyle \eta }）：化学エネルギーが運動エネルギーやガス圧力に変換される割合（0～1、通常0.2～0.4）。

運動量（{\displaystyle p=m\cdot v}）は衝突や反動の指標。
運動エネルギー（{\displaystyle E_{k}={\frac {1}{2}}mv^{2}}）は殺傷力や破壊力の指標。

### 基本式
有効エネルギー（{\displaystyle E}）は以下で表される：
{\displaystyle E=m\times e\times \eta }
- {\displaystyle E}：有効エネルギー（J）
- {\displaystyle m}：火薬の質量（g）
- {\displaystyle e}：エネルギー密度（J/g）
- {\displaystyle \eta }：変換効率

### 計算手順
1. 火薬の種類とエネルギー密度の特定：
  - 黒色火薬：約3,000 J/g。火縄銃や古い大砲で使用。
  - 無煙火薬（ニトロセルロース系）：約4,500 J/g。現代の銃器（自動小銃）や大砲（榴弾砲）で使用。
  - 無煙火薬（ニトログリセリン系、例：コーディット）：約5,000 J/g。近代の大砲（戦艦大和46cm砲）で使用。
2. 火薬の質量を決定：設計に基づき特定。
3. 変換効率の考慮：黒色火薬（20～30%）、無煙火薬（30～35%）。
4. 有効エネルギーの計算：上記式に代入。
5. 運動エネルギーの検証：弾丸や砲弾の運動エネルギー（{\displaystyle E_{k}={\frac {1}{2}}mv^{2}}）を計算し、効率を確認。

## 変換効率が100％にならない理由
火薬の変換効率（{\displaystyle \eta }）が100％にならない理由は、化学エネルギーが運動エネルギーやガス圧力に完全に変換されないためである。主な損失要因は以下の通り：
- 熱損失（50～60%）：燃焼による高温（2,000～3,000℃）でエネルギーの50～60%が熱や煙として散逸。黒色火薬は燃焼効率が低く、無煙火薬は30～40%に低減。
- 音エネルギー（10～15%）：爆発音や衝撃波に変換。例：自動小銃で約500～1,000 J。
- ガス漏れ（10～15%）：弾丸と銃身の隙間からガスが漏れる。滑腔銃（火縄銃）で顕著、ライフリング（自動小銃）で低減。
- 銃身内の摩擦（5～10%）：弾丸の移動時の摩擦で熱に変換。例：大型砲で5～7%。
- 不完全燃焼（5～10%）：火薬が完全に燃焼せず、黒色火薬で10%、無煙火薬で5%。
- 銃口フラッシュとガスの運動エネルギー（5～10%）：未使用ガスがフラッシュや運動エネルギーとして失われる。

### 変換効率の例
- 火縄銃（黒色火薬）：η ≈ 25%、運動エネルギー効率約20%。
- 自動小銃（無煙火薬）：η ≈ 35%、運動エネルギー効率約50%。
- 155mm榴弾砲：η ≈ 35%、運動エネルギー効率約75%。
- 46cm砲：η ≈ 35%、運動エネルギー効率約72%。

## 変換効率を上げる方法
火薬の変換効率を上げるには、損失要因（熱、音、ガス漏れ、摩擦、不完全燃焼）を低減する技術が必要である。

### 火薬の微細化
火薬の粒子サイズを微細化（ミクロン～ナノスケール）することで表面積が増加し、燃焼速度が向上する。
ナノ火薬とは、火薬の粒子サイズをナノスケール（通常100nm以下）に微細化した爆薬または推進剤を指す。従来の火薬（粒子サイズ1～100μm）に比べ、表面積が大幅に増加し、燃焼速度や反応効率が向上する。代表的なナノ火薬には、ナノRDX（サイクロトリメチレントリニトロアミン）、ナノニトロセルロース、ナノHMX（サイクロテトラメチレンテトラニトロアミン）などがある。
ナノ火薬の以下の特性
燃焼速度：従来の5m/sから50m/sに向上。
エネルギー密度：5,000 J/gから5,200 J/gに向上（RDXの場合）。
不完全燃焼：5%から2%に低減。
変換効率：37%（従来35%）。
課題：製造コスト（約$500/kg）、貯蔵安定性。
現状：2025年時点で研究段階。

### 火薬組成の最適化
添加剤（例：アルミニウム粉末、酸化剤）でエネルギー密度を4,500 J/gから5,000 J/gに向上。不完全燃焼を5%以下に低減。

### 銃身設計の改良
ライフリングの精密化や銃身長の最適化でガス漏れを10%から5%に、摩擦を7%から5%に低減。例：155mm榴弾砲の39口径砲身で効率75%。

### 燃焼制御
多孔質構造やコーティングで燃焼速度を5m/sから10m/sに制御。フラッシュを5%から3%に低減。

### 点火システム
電子点火で均一な着火を確保。研究段階のレーザー点火は着火時間を1msから0.1msに短縮し、不完全燃焼を5%から3%に低減。

## エネルギーの変換過程
火薬のエネルギーの変換過程は以下の通り：

### 総化学エネルギー
火薬の潜在エネルギー（エネルギー密度 × 質量）。

### 有効エネルギーへの変換
化学エネルギーは熱、音、不完全燃焼で60～80%失われ、20～35%が有効エネルギー（運動エネルギーやガス圧力）に。

### 運動エネルギーへの変換
有効エネルギーはガス漏れ、摩擦で一部失われ、運動エネルギー（{\displaystyle E_{k}={\frac {1}{2}}mv^{2}}）に。効率は20～75%。

## 黒色火薬の具体例：火縄銃

### 入力データ
- 火薬：黒色火薬
- 質量：5g
- エネルギー密度：3,000 J/g
- 変換効率：25%
- 弾丸質量：11.3g
- 初速：330m/s
- 圧力：10 MPa

### 計算
1. 総化学エネルギー：
{\displaystyle E_{\text{total}}=5\,{\text{g}}\times 3,000\,{\text{J/g}}=15,000\,{\text{J}}}
2. 有効エネルギー：
{\displaystyle E=15,000\,{\text{J}}\times 0.25=3,750\,{\text{J}}}
3. 弾丸の運動エネルギー：
{\displaystyle E_{k}={\frac {1}{2}}\times 0.0113\,{\text{kg}}\times (330\,{\text{m/s}})^{2}=615\,{\text{J}}}
4. 運動エネルギー効率：615 ÷ 3,750 ≈ 20%。

### 結果
- 総化学エネルギー：15,000 J
- 有効エネルギー：3,750 J
- 弾丸運動エネルギー：615 J
- 射程50～100m、甲冑貫通。

## 無煙火薬の具体例：5.56mm NATO

### 入力データ
- 火薬：無煙火薬（ニトロセルロース系）
- 質量：1.8g
- エネルギー密度：4,500 J/g
- 変換効率：35%
- 弾丸質量：4g
- 初速：900m/s
- 圧力：400 MPa

### 計算
1. 総化学エネルギー：
{\displaystyle E_{\text{total}}=1.8\,{\text{g}}\times 4,500\,{\text{J/g}}=8,100\,{\text{J}}}
2. 有効エネルギー：
{\displaystyle E=8,100\,{\text{J}}\times 0.35=2,835\,{\text{J}}}
3. 弾丸の運動エネルギー：
{\displaystyle E_{k}={\frac {1}{2}}\times 0.004\,{\text{kg}}\times (900\,{\text{m/s}})^{2}=1,620\,{\text{J}}}
4. 運動エネルギー効率：1,620 ÷ 2,835 ≈ 50%。

### 結果
- 総化学エネルギー：8,100 J
- 有効エネルギー：2,835 J
- 弾丸運動エネルギー：1,620 J
- 射程500m。

## 無煙火薬の具体例：9mmパラベラム

### 入力データ
- 火薬：無煙火薬（ニトロセルロース系）
- 質量：0.5g
- エネルギー密度：4,500 J/g
- 変換効率：35%
- 弾丸質量：8g
- 初速：400m/s
- 圧力：35 MPa

### 計算
1. 総化学エネルギー：
{\displaystyle E_{\text{total}}=0.5\,{\text{g}}\times 4,500\,{\text{J/g}}=2,250\,{\text{J}}}
2. 有効エネルギー：
{\displaystyle E=2,250\,{\text{J}}\times 0.35=787.5\,{\text{J}}}
3. 弾丸の運動エネルギー：
{\displaystyle E_{k}={\frac {1}{2}}\times 0.008\,{\text{kg}}\times (400\,{\text{m/s}})^{2}=640\,{\text{J}}}
4. 運動エネルギー効率：640 ÷ 2,250 ≈ 40%（ガス利用効率を考慮）。

### 結果
- 総化学エネルギー：2,250 J
- 有効エネルギー：787.5 J
- 弾丸運動エネルギー：640 J
- 射程25m（拳銃）、50m（短機関銃）。

## 無煙火薬の大砲での例：155mm榴弾砲（M777）

### 入力データ
- 火薬：無煙火薬（ニトロセルロース系）
- 質量：10kg
- エネルギー密度：5,000 J/g
- 変換効率：35%
- 砲弾質量：43.2kg
- 初速：827m/s
- 圧力：300 MPa

### 計算
1. 総化学エネルギー：
{\displaystyle E_{\text{total}}=10,000\,{\text{g}}\times 5,000\,{\text{J/g}}=50,000,000\,{\text{J}}}
2. 有効エネルギー：
{\displaystyle E=50,000,000\,{\text{J}}\times 0.35=17,500,000\,{\text{J}}}
3. 砲弾の運動エネルギー：
{\displaystyle E_{k}={\frac {1}{2}}\times 43.2\,{\text{kg}}\times (827\,{\text{m/s}})^{2}=14,763,000\,{\text{J}}}
4. 運動エネルギー効率：14,763,000 ÷ 17,500,000 ≈ 75%。

### 結果
- 総化学エネルギー：50,000,000 J
- 有効エネルギー：17,500,000 J
- 砲弾運動エネルギー：14,763,000 J
- 射程24.7～40km。

## 無煙火薬の大砲での例：戦艦大和の46cm砲

### 入力データ
- 火薬：無煙火薬（ニトログリセリン系）
- 質量：330kg
- エネルギー密度：5,000 J/g
- 変換効率：35%
- 砲弾質量：1,460kg
- 初速：780m/s
- 圧力：350 MPa

### 計算
1. 総化学エネルギー：
{\displaystyle E_{\text{total}}=330,000\,{\text{g}}\times 5,000\,{\text{J/g}}=1,650,000,000\,{\text{J}}}
2. 有効エネルギー：
{\displaystyle E=1,650,000,000\,{\text{J}}\times 0.35=577,500,000\,{\text{J}}}
3. 砲弾の運動エネルギー：
{\displaystyle E_{k}={\frac {1}{2}}\times 1,460\,{\text{kg}}\times (780\,{\text{m/s}})^{2}=444,366,000\,{\text{J}}}
4. 運動エネルギー効率：444,366,000 ÷ 577,500,000 ≈ 72%。

### 結果
- 総化学エネルギー：1,650,000,000 J
- 有効エネルギー：577,500,000 J
- 砲弾運動エネルギー：444,366,000 J
- 射程42km、装甲600mm貫通。

## 黒色火薬と無煙火薬の比較
- エネルギー密度：無煙火薬（4,500～5,000 J/g）＞黒色火薬（3,000 J/g）。
- 変換効率：無煙火薬（30～35%）＞黒色火薬（20～30%）。
- 圧力：無煙火薬（35～400 MPa）＞黒色火薬（10 MPa）。

## 法律
火薬類は強大な爆発エネルギーをもたらすものであり、誤った取り扱いをした場合や悪用された場合には多大な被害をもたらすため、どの国においても厳重な規制の下におかれている。

### 日本
日本においては、火薬類取締法の下で製造や運搬、貯蔵など火薬類に関わる全般が規制されている。火薬類の製造、販売、貯蔵、消費、廃棄等については経済産業省の、運搬については国家公安委員会の所管となっている。
また、この法律の下で火薬類の取り扱いに関わる国家資格として火薬類保安責任者があり、製造に関わる火薬類製造保安責任者と、火薬の消費や保管に関わる火薬類取扱保安責任者の二つの資格に分かれている。
火薬類取扱保安責任者には火薬類保安手帳が交付され、実務を行う際に携帯することが義務付けられている。

## 他

### 芸術
蔡國強らは絵画制作や芸術パフォーマンスに火薬を用いることで知られている。